# Jeffrey Schmidt

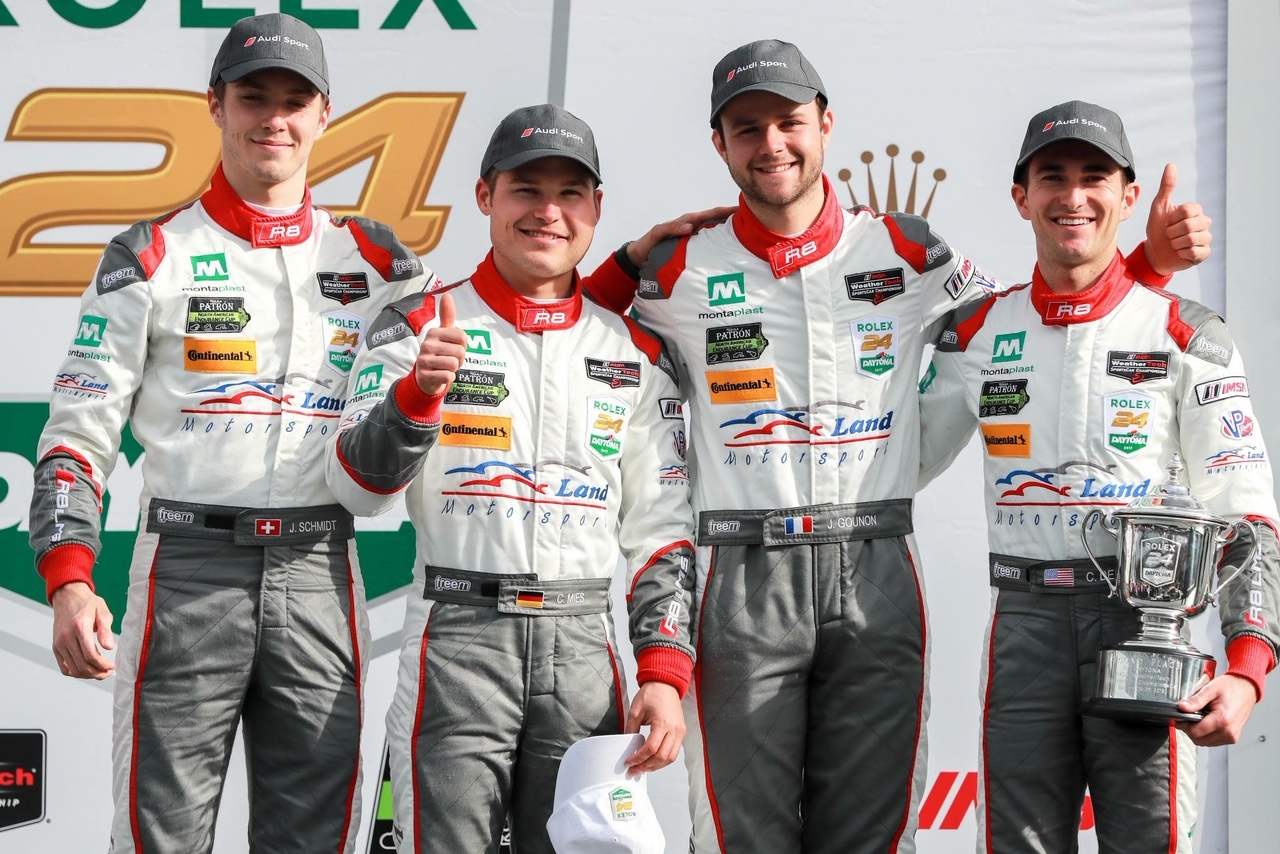
Jeffrey Schmidt (links) mit Christopher Mies, Connor De Phillippi und Jules Gounon 2017 in Daytona

Jeffrey Schmidt (* 23. März 1994) ist ein Schweizer Automobilrennfahrer.

## Karriere
Jeffrey Schmidt fing 2001 mit dem Kartsport an. Bis 2010 startete er in der schweizerischen, französischen und deutschen Kart-Meisterschaft. Sein größter Erfolg war 2008 der Vizemeistertitel in der KF3-Klasse der Schweizer Kart-Meisterschaft. Parallel fuhr er von 2008 bis 2010 in der CIK-FIA-Europameisterschaft.
2011 und 2012 ging er in der ADAC Formel Masters an den Start und wurde im zweiten Jahr mit dem Team Lotus Dritter in der Jahreswertung.
Danach wechselte Schmidt in den GT-Motorsport und fuhr von 2013 bis 2016 im Porsche Carrera Cup Deutschland. Dort konnte er 2015 mit dem 3. Platz in der Fahrerwertung seine beste Saisonplatzierung feiern. Im Porsche Supercup trat er ebenfalls von 2013 bis 2016 an und belegte mit dem sechsten Rang in seiner letzten Saison in dieser Serie sein bestes Ergebnis.
2013 fuhr er mit einem Porsche 997 GT3 Cup beim 24-Stunden-Rennen auf dem Nürburgring sein erstes Langstreckenrennen.
In der Porsche GT3 Cup Challenge Middle East startete er für das Team Lechner Racing in der Saison 2013/2014 und 2015/2016. In der zweiten Saison erreichte er den dritten Rang in der Gesamtwertung.
Von 2017 bis 2020 trat Schmidt in der ADAC GT Masters an. Dort erzielte er mit dem 8. Rang 2018 sein bislang bestes Ergebnis.
Im Rahmen der IMSA WeatherTech SportsCar Championship trat er 2017 und 2018 für das Team Montaplast by Land-Motorsport mit einem Audi R8 LMS GT3 in der GTD-Klasse beim 24-Stunden-Rennen von Daytona an. Beide Rennen beendete mit dem 19. Platz in 2017 und dem 27. Platz in 2018. Beim 24-Stunden-Rennen von Spa-Francorchamps 2018 fuhr er zusammen mit den beiden Brüdern Kelvin und Sheldon van der Linde mit einem Audi R8 LMS GT3 auf den dritten Gesamtplatz.